# 새비내 미키나
새비내 미키나(아제르바이잔어: Səbinə Mikina, 1987년 10월 24일 ~ )는 아제르바이잔의 펜싱 선수로 주 종목은 사브르이다. 미키나는 런던에서 열린 2012년 하계 올림픽의 여자 사브르 개인전에 아제르바이잔을 대표로 출전하였다. 32강전에서 독일의 알렉산드라 부이도소를 15-13으로 꺾었으나, 이어지는 16강전에서 우크라이나의 올하 하를란에게 10-15로 패하며 탈락하였다.